# Манґоджері та Рампельтейзер
Манґоджері та Рампельтейзер (англ. Mungojerrie and Rumpleteazer) — вигадані котячі персонажі зі збірки «Котознавство від Старого Опосума» (1939) Томаса Еліота. Дует медових котів, які відомі своїм непослухом і любов'ю до дрібних крадіжок. Часто створюють проблеми для своєї сім'ї власників. Попри те, що вірш «Манґоджері та Рампельтейзер» вперше опубліковано як частину збірки «Котознавство від Старого Опосума», 2018 року видавництво «Фабер і Фабер» видало однойменну книжку-картинку.
Збірка стала основою для мюзиклу «Коти» Е. Ллойда Веббера, де ролі Манґоджері та Рампельтейзер дістались Джону Тортону та Бонні Лангфорд (вест-ендська постановка 1981 року).
Манґоджері та Рампельтейзер — злочинці-спільники, що спеціалізуються на дрібних крадіжках і пустощах. У однойменному вірші Томаса Еліота вони розбивають вазу династії Мінь та крадуть речі у сім'ї своїх людських власників. Манґоджері та Рампельтейзер — ідентичні близнята, тому їхні власники не можуть визначити винуватця. Манґоджері також згадується у вірші «Таємничий Макавіті», у якому за чутками є таємним агентом Макавіті. Вони живуть у Вікторія-Ґрув, Кенсінгтон, Англія.
У вірші Еліота натякається, що Рампельтейзер є котом, а не кішкою («дружелюбні хлопці»).  У мюзиклі Рампельтейзер зображений як жіночий персонаж. Вокал Манґоджері виконується високим баритоном, а Рампельтейзера — високим белтингом. Для виконання цих ролей також необхідні акробатичні навички.